# فرودگاه بین‌المللی شهرستان گرنت
فرودگاه بین‌المللی شهرستان گرنت (به انگلیسی: Grant County International Airport) یک فرودگاه همگانی بهره‌برداری هوایی با کد یاتا MWH است که یک باند فرود آسفالت و بتن دارد و طول باند آن ۴۱۱۶ متر است. این فرودگاه در شهر موسس لیک، واشینگتن کشور ایالات متحده آمریکا قرار دارد و در ارتفاع ۳۶۲ متری از سطح دریا واقع شده‌است.